# Ernz Noire
L'Ernz Noire (Schwaarz Iernz en luxembourgeois) est une rivière du Luxembourg, affluent en rive droite de la Sûre faisant partie du bassin versant du Rhin.
Elle est formée par deux cours d'eau (Iernsterbaach et Kriibsbaach), tous deux issus du Grünewald. L'Ernz Noire coule en Petite Suisse luxembourgeoise dans le nord-est du Luxembourg, et traverse Junglinster. Elle se jette dans la Sûre juste au nord du village de Grundhof après l’avoir traversé.

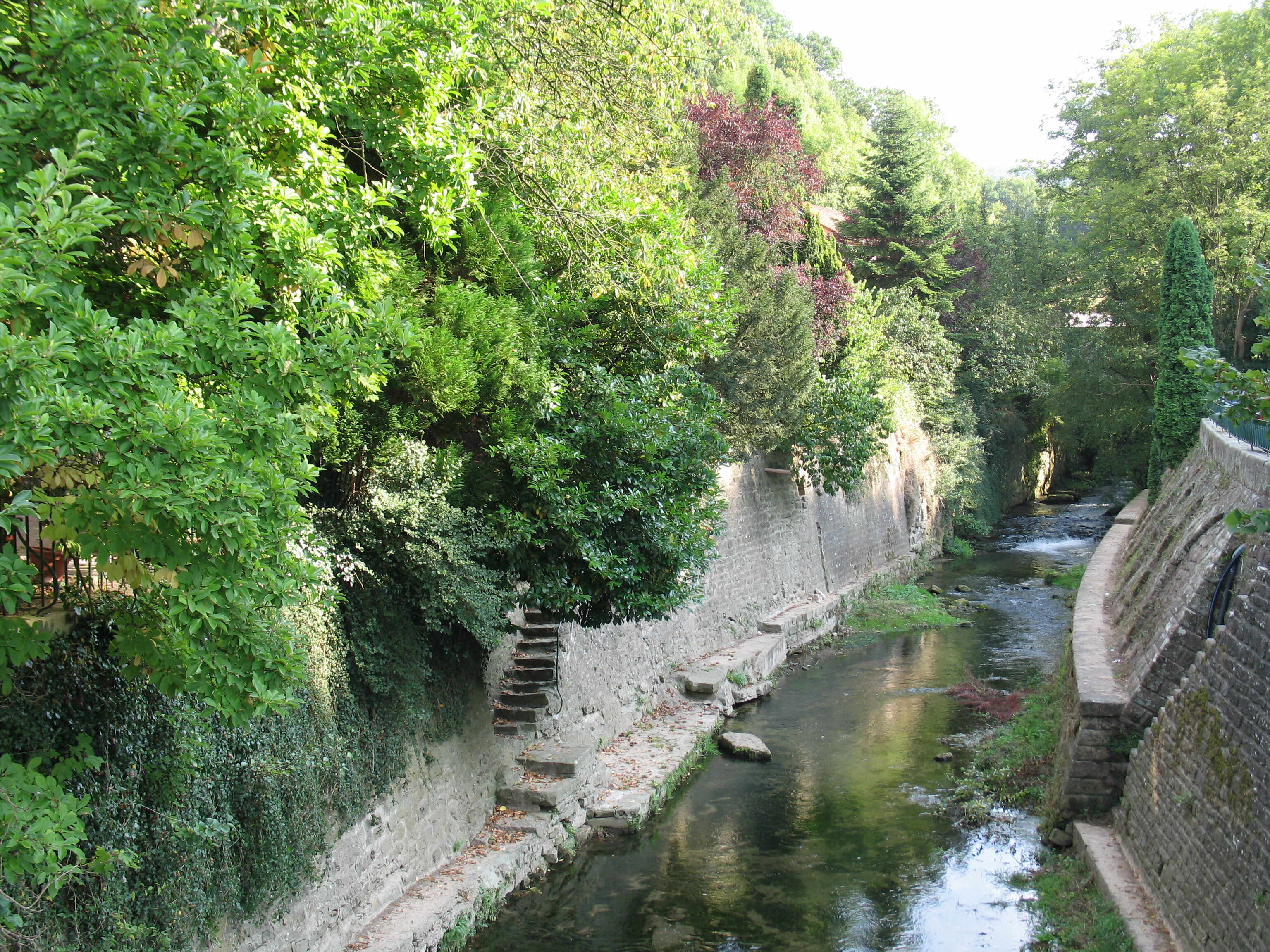
L’Ernz Noire à Grundhof
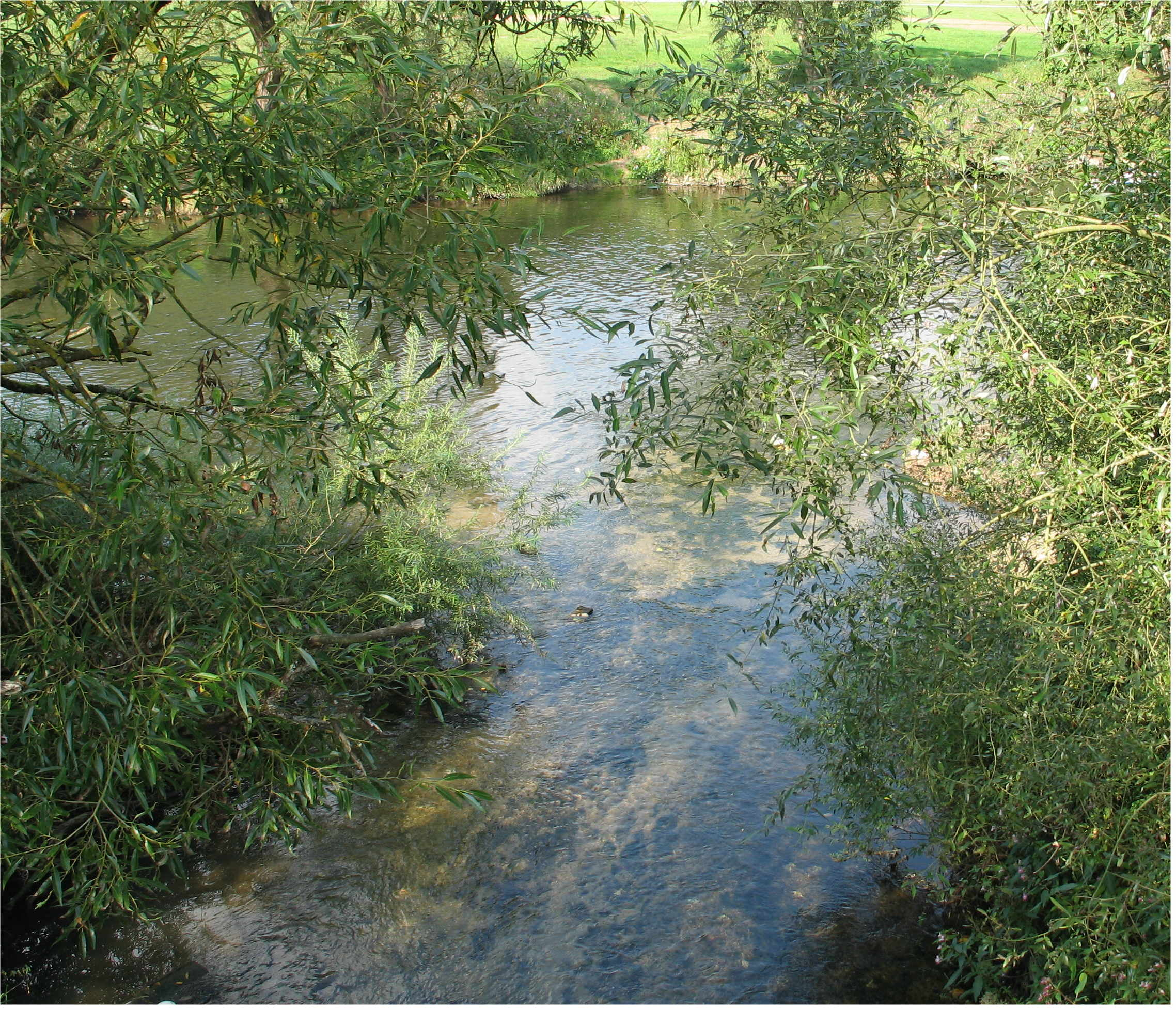
La confluence avec la Sûre.
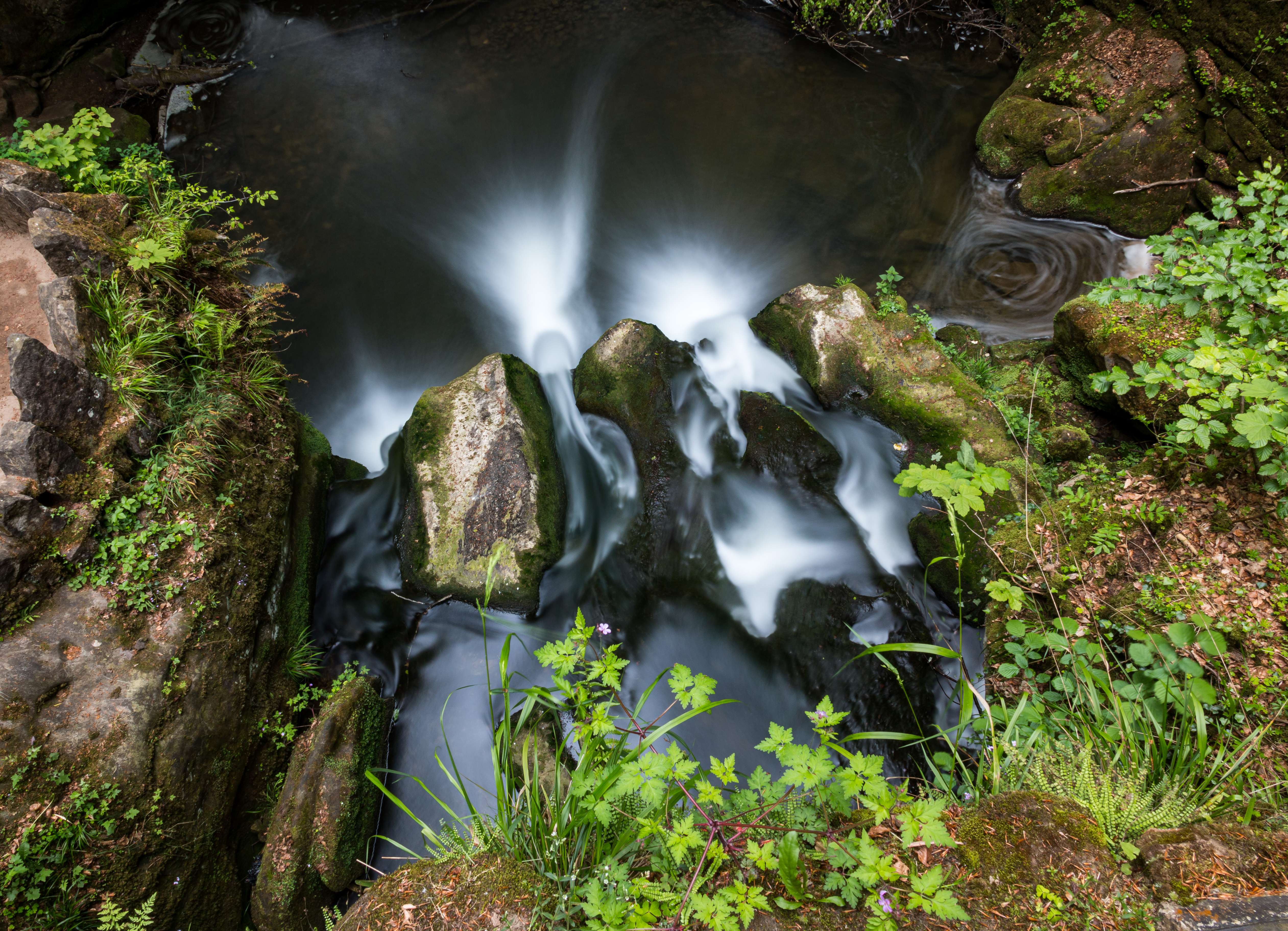
La chute Schiessentümpel sur l'Ernz noire vue d'une passerelle au dessus. Mai 2015.